# Foudroyant (cacciatorpediniere)
Il Foudroyant (letteralmente fulminante), della classe L'Adroit, era un cacciatorpediniere da 1389 t standard, armato con 4 cannoni da 130 mm e realizzato nel 1930.
Fu affondato durante l'operazione Dynamo, l'evacuazione di Dunkerque, da un bombardiere tedesco Heinkel He 111.